# Gomphandra vitiensis
Gomphandra vitiensis là một loài thực vật có hoa trong họ Stemonuraceae. Loài này được (Seem.) Valeton mô tả khoa học đầu tiên năm 1886.